# Fuegos (historieta)
Fuegos (Fuochi, en el original) es una historieta creada por el italiano Lorenzo Mattotti en 1986 que ayudó a cimentar su fama como maestro del color. 

## Argumento
El acorazado Anselmo II acaba de atracar en la bahía de la misteriosa isla de Santa Agatá, donde han naufragado anteriormente varios buques mercantes. El personaje principal, el Teniente Absenta, es quien tiene que cerciorarse de que sea apta para ser anexionada al nuevo estado de Sillantoe, y se le ordena que desembarque con sus hombres. La historia gira alrededor de la lucha entre naturaleza y civilización, pero aunque la estructura es lineal, Mattotti evita toda explícitud cronológica. La batalla interior del personaje principal es más importante, así como sus sueños y asociaciones de ideas entre la razón y la locura.

## Inspiración
El autor se refiere a su propia obra en estos términos:

No había sido capaz de atrapar la naturaleza en mis trabajos anteriores... He querido comunicar mi fascinación por la naturaleza. Cuando ves una película de Tarkovski o Herzog - el verde, el follaje, las nubes -, es increíble. ¿Cómo se pueden expresar esas cosas en un cómic? ¿Es posible? Este fue el desafío.

## Premios
- 1989 - Mejor obra extranjera publicada en España